# Église Saint-Étienne d'Entrammes
L'église Saint-Étienne est une église catholique située à Entrammes, dans le département français de la Mayenne.

## Localisation
L'église est située dans le bourg d'Entrammes, en bordure de la route départementale 103.

## Histoire
L'édifice a été construit sur d'anciens thermes gallo-romains, découverts en 1987 lors d'une étude sur l'église. 
Ces thermes ont été transformés en église avant le VIIe siècle. Les cloisons ont été rasées pour obtenir une seule et même pièce et un sol en mortier a été déposé. De cette église paléochrétienne, seuls subsistent aujourd'hui un escalier menant au banc presbytéral et la base de l'ambon.
Au XIe siècle, l'église est reconstruite sur le même emplacement. Au XVIe siècle, un clocher est installé, qui sera remplacé par le clocher actuel au XIXe siècle, après qu'il a été frappé par la foudre deux années de suite, le 20 juin 1763 et le 20 juin 1764.

## Architecture et extérieurs
L'essentiel de l'aspect extérieur de l'église lui a été donné par les travaux de reconstruction du XIXe siècle mené par l'architecte départemental Pierre-Aimé Renous. En entrant dans la cour de l'ancien presbytère (aujourd'hui lieu d'accueil des thermes), on peut voir les murs extérieurs du bas de la nef, dont une partie est un réemploi du mur gallo-romain des thermes.
Jusqu'en 1844, date de son transfert vers son emplacement actuel, l'église était entourée du cimetière.

## Intérieur
La morphologie intérieure de cette église est très particulière puisque depuis 1990, à la suite de la découverte des thermes gallo-romains, elle est coupée en deux par un mur à la jonction entre l'ancienne nef et le transept. L'ancienne nef a été transformée pour permettre de découvrir les thermes, alors que le transept et le chœur restent affectés au culte catholique.
L'apparence actuelle de l'église est essentiellement due aux travaux de reconstructions menés de 1859 à 1861 sur les plans de M. Renou. L'intérieur a été restauré à l'occasion de la construction du mur en 1990. Un nouvel espace de célébration a été créé à cette époque, avec la construction d'un nouvel autel.
Le chemin de croix est incomplet, les stations se trouvant initialement dans la nef ayant été perdues.

### Œuvres présentes dans l'église
1. Statue du Sacré-Cœur
2. Vitrail de saint Joseph
3. Vitrail de saint Robert

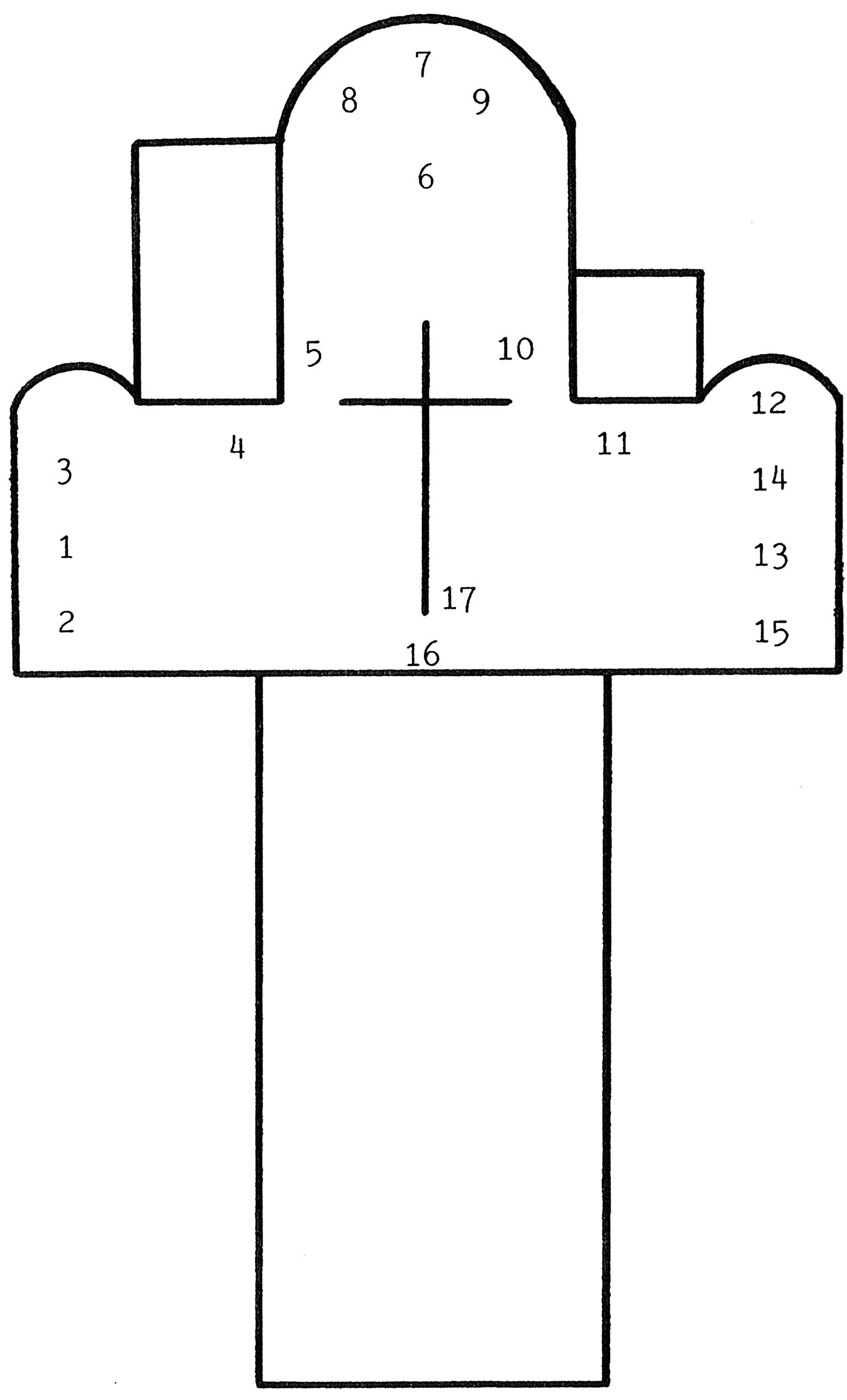
Plan de l'église.

4. Statue de saint Étienne, patron de l'église, représenté ici vêtu d'une dalmatique, le vêtement liturgique du diacre
5. Statue de sainte Anne
6. Baptistère en marbre
7. Vitrail de saint Étienne
8. Statue de saint François d'Assise
9. Statue de saint Paul
10. Statue de sainte Barbe
11. Statue de saint Jean-Baptiste
12. Statue de saint Sébastien
13. Statue de saint Joseph
14. Vitrail de Saint Louis, roi de France
15. Vitrail de saint Hubert
16. Christ en croix du XVe siècle
17. Autel du XXe siècle, orné de cinq statues récupérées de l'ancien maître-autel :
  - Au centre, le Christ en majesté
  - Aux angles, les quatre évangélistes, identifiés par leurs attributs traditionnels : saint Matthieu (ange), saint Marc (lion), saint Luc (bœuf), saint Jean (aigle)